# Aleksandar Džombić
Aleksandar Džombić in serbo cirillico,  Александар Џомбић, (Banja Luka, 1968) è un politico bosniaco di etnia serba.
Ex-premier della Republika Srpska.
Laureato presso la Facoltà di Economia dell'Università degli Studi di Banja Luka, è stato ministro delle finanze  dal 2006 al 2010 nel precedente governo guidato da Milorad Dodik. Sposato e padre di un bambino.